# Greta Laurent
Greta Laurent (pron. fr. AFI: [lɔʁɑ̃]) (Ivrea, 3 maggio 1992) è un'ex fondista italiana.

## Biografia

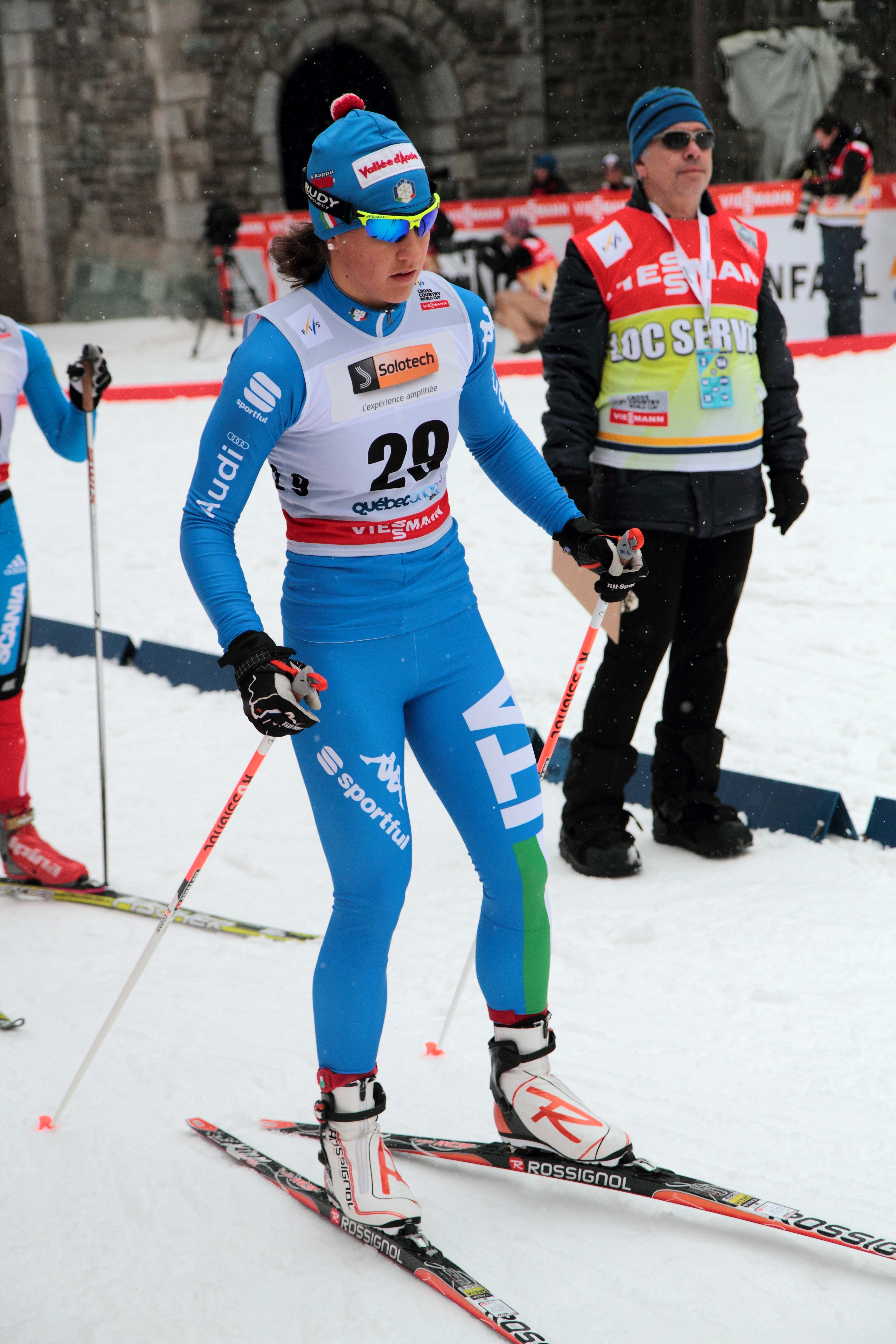
Laurent nel 2012 in Coppa del Mondo in Canada

Nata ad Ivrea ma originaria di Gressoney-Saint-Jean nel 1992, fino ai 10 anni pratica ginnastica artistica, sci alpino e sci di fondo, sport che decide di continuare. Specializzata nello sprint, partecipa alle sue prime gare importanti fin dall'età di 16 anni, nel 2008. L'esordio in Coppa del Mondo arriva il 3 dicembre 2011, a Düsseldorf, in Germania.
Nel 2013 vince l'argento ai Campionati italiani nello sprint, chiudendo dietro a Gaia Vuerich. Nello stesso anno partecipa ai Mondiali in Val di Fiemme, nello sprint tecnica classica, dove chiude 31ª in 3'34"93, prima delle non qualificate ai quarti di finale.
L'anno successivo arriva 36ª in classifica di Coppa del Mondo di sprint, e partecipa ai Giochi Olimpici di Soči 2014, nello sprint, passando le qualificazioni con il tempo di 2'36"30, 16º posto, ma venendo eliminata ai quarti di finale, con il 6º ed ultimo posto del suo quarto, in 2'52"07.
Nel 2015 è di scena al Mondiale di Falun, in Svezia, dove arriva al 38º posto nella gara di sprint in 3'39"95, non qualificandosi ai quarti.
L'anno successivo chiude 62ª in classifica generale di Coppa del Mondo di sci di fondo. Nel 2017 ai Mondiali di Lahti, in Finlandia, riesce a passare le qualificazioni della gara di sprint, con il 28º tempo, 3'12"76, ma viene eliminata ai quarti, arrivando 6ª e ultima nel suo quarto, in 3'17"86.
Il 27 gennaio 2018 arriva per la prima volta tra le prime 10 in una gara individuale in Coppa del Mondo, ottenendo il 9º posto nello sprint tecnica libera a Seefeld in Tirol, in Austria. Il mese successivo partecipa ancora alle Olimpiadi, Pyeongchang 2018, sempre nella gara di sprint, arrivando 32ª in 3'25"54 nelle qualificazioni, non riuscendo a qualificarsi per i quarti di finale; nella stagione successiva ai Mondiali di Seefeld in Tirol è stata 22ª nella sprint e 11ª nella sprint a squadre, mentre a quelli di Oberstdorf 2021 si è classificata 19ª nella sprint e 11ª nella sprint a squadre. L'anno dopo ai XXIV Giochi olimpici invernali di Pechino 2022 si è piazzata 28ª nella sprint.
È legata sentimentalmente a Federico Pellegrino, collega fondista, anche lui specialista dello sprint, specialità di cui è stato vincitore di Coppa del Mondo nel 2016, campione mondiale nel 2017 e argento olimpico nel 2018.
Si è ritirata dalla carriera agonistica l'8 aprile 2023.

## Palmarès

### Coppa del Mondo
- Miglior piazzamento in classifica generale 35ª nel 2022

### Campionati italiani
- 2013: argento nello sprint.